# Thalictrum calabricum
Thalictrum calabricum là một loài thực vật có hoa trong họ Mao lương. Loài này được Spreng. miêu tả khoa học đầu tiên năm 1813.